# Selce (Poltár)
Selce (ungarisch Telep – bis 1907 Szelce) ist eine Gemeinde in der südlichen Mittelslowakei mit 119 Einwohnern (Stand 31. Dezember 2024) und gehört zum Okres Poltár, einem Kreis des Banskobystrický kraj.

## Geographie
Die Gemeinde befindet sich am Fuße des Slowakischen Erzgebirges, am Übergang zwischen den Talkesseln Lučenská kotlina und Rimavská kotlina, beide Untereinheiten der größeren Juhoslovenská kotlina, im Tal des Selčiansky potok im Einzugsgebiet der Suchá und somit des Ipeľ. Das Ortszentrum liegt auf einer Höhe von 267 m n.m. und ist neun Kilometer von Poltár entfernt.
Nachbargemeinden sind Lehota nad Rimavicou im Norden, Kociha im Nordosten, Hrachovo im Osten, Sušany im Südosten, Hrnčiarska Ves im Süden und Westen und České Brezovo im Nordwesten.

## Geschichte

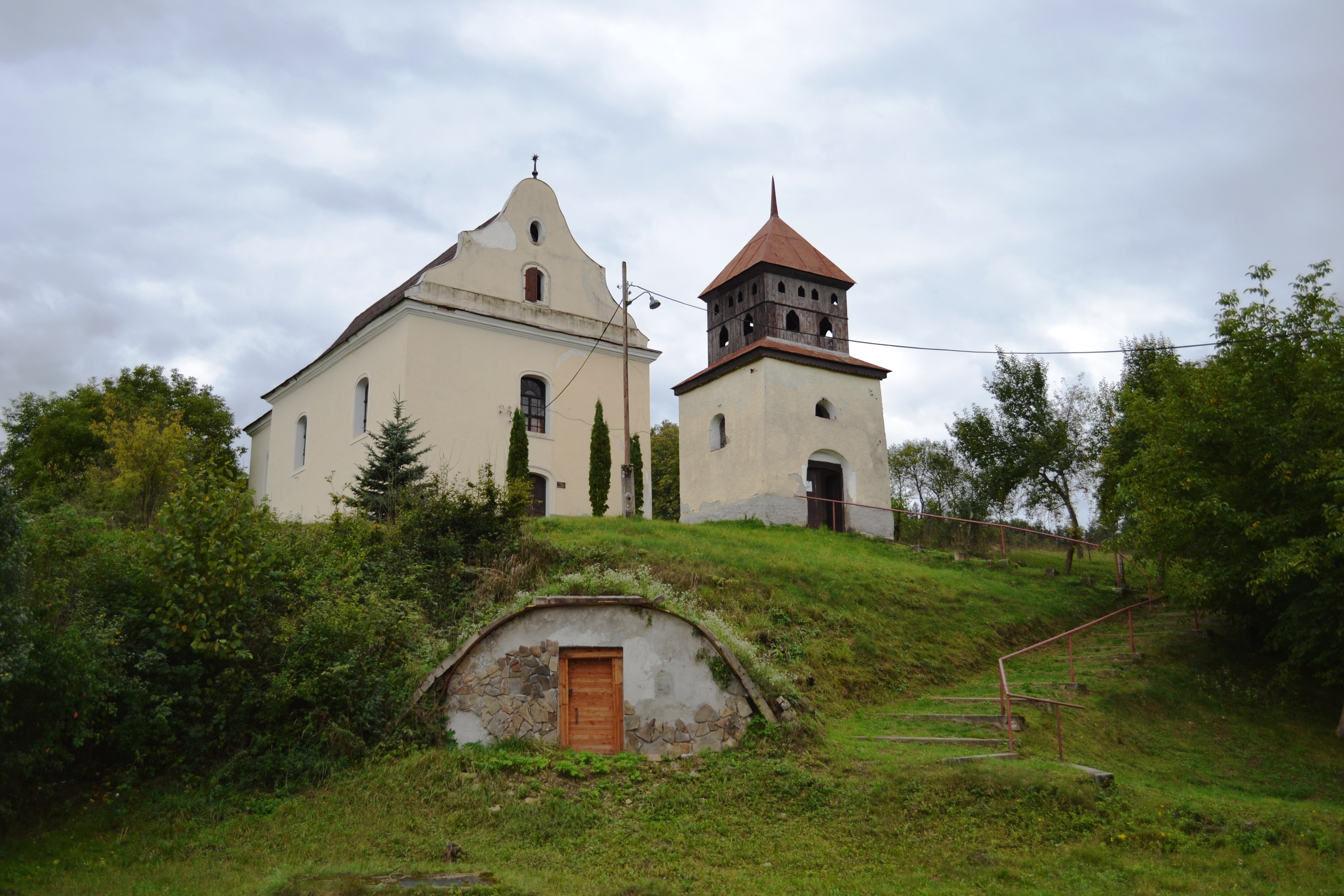
Evangelische Kirche und Glockenturm im Ort

Selce wurde zum ersten Mal 1303 als Zelche schriftlich erwähnt. Im Jahr 1427 lag das Dorf im Herrschaftsgebiet der Burg Hajnáčka, später gehörte es der Familie Derencsényi, dem Herrschaftsgebiet von Hrachovo und anderen Familien. 1837 zählte man 52 Häuser und 407 Einwohner, die als Stellmacher, Zimmerleute und Hersteller von Holzwerkzeugen beschäftigt waren. Im 19. Jahrhundert besaß die Rimamurány-Salgótarján-Gesellschaft die Ortsgüter.
Bis 1918/1919 gehörte der im Komitat Gemer und Kleinhont liegende Ort zum Königreich Ungarn und kam danach zur Tschechoslowakei beziehungsweise heute Slowakei. 

## Bevölkerung
| Jahr                | 1994 | 2004     | 2014     | 2024    |
| ------------------- | ---- | -------- | -------- | ------- |
| Anzahl der Personen | 118  | 94       | 110      | 119     |
| Unterschied         |      | −20,33 % | +17,02 % | +8,18 % |

| Jahr                | 2023 | 2024    |
| ------------------- | ---- | ------- |
| Anzahl der Personen | 116  | 119     |
| Unterschied         |      | +2,58 % |

Gemäß der Volkszählung 2011 wohnten in Selce 106 Einwohner, davon 96 Slowaken sowie jeweils ein Magyare und Tscheche. Acht Einwohner machten keine Angabe zur Ethnie.
66 Einwohner bekannten sich zur römisch-katholischen Kirche, 19 Einwohner zur Evangelischen Kirche A. B., drei Einwohner zur altkatholischen Kirche, zwei Einwohner zur evangelisch-methodistischen Kirche sowie jeweils ein Einwohner zu den Zeugen Jehovas und zur reformierten Kirche. Drei Einwohner waren konfessionslos und bei 11 Einwohnern wurde die Konfession nicht ermittelt.

## Bauwerke und Denkmäler
- evangelische Kirche im klassizistischen Stil aus dem Jahr 1809 mit einem nebenan stehenden Glockenturm[6]